# Nipponacmea boninensis
Nipponacmea boninensis is een slakkensoort uit de familie van de Lottiidae. De wetenschappelijke naam van de soort is voor het eerst geldig gepubliceerd in 1987 door Asakura & Nishihama.